# Livenza
Die oder auch der Livenza (Furlanisch: Livence, Venetisch: Łivènsa) ist ein 112 km langer Fluss im Nordosten von Italien. Der Fluss entspringt mehreren Karstquellen in einer Höhe von nur etwa 50 m über dem Meer am Südfuß des Monte Cavallo bei Polcenigo und durchquert in südöstlicher Richtung das Gebiet von Venetien und von Friaul-Julisch Venetien. Bei Porto Santa Margherita in der Nähe von Caorle mündet sie ins Adriatische Meer. Die Livenza bildet das Abflussgebiet zwischen Piave und Tagliamento, um Pordenone, Conegliano und Oderzo.
Orte am Fluss sind: Caneva, Sacile, Brugnera, Portobuffolé, Motta di Livenza, Santo Stino di Livenza, Torre di Mosto, La Salute di Livenza, San Giorgio di Livenza und Porto Santa Margherita.
Wichtigster linksseitiger Nebenfluss der Livenza ist der Meduna (mit charakteristischer Versickerung) und rechts der Meschio von Vittorio Veneto.

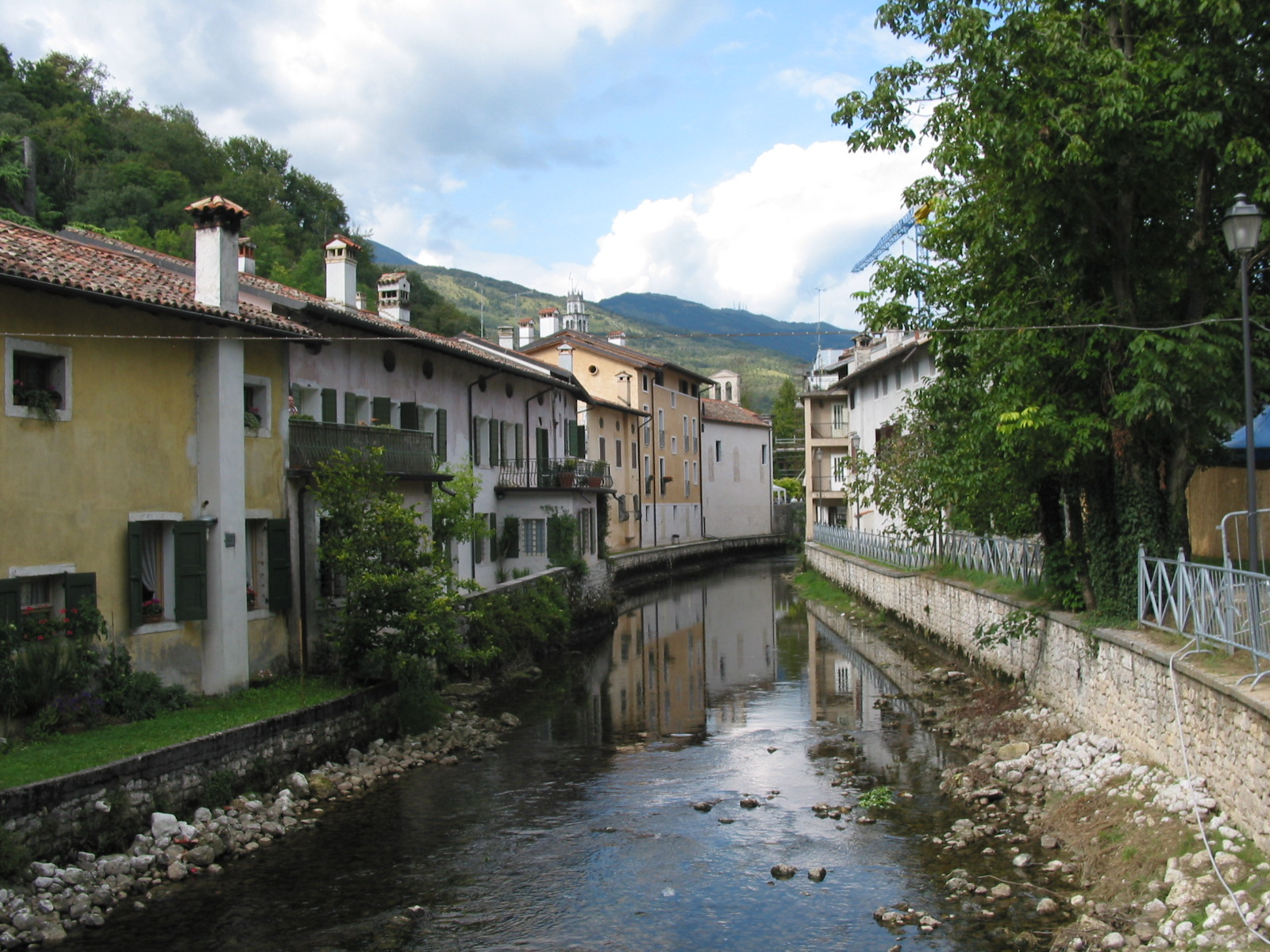
Livenza im Zentrum von Polcenigo